# Dekanat Wieluń – św. Wojciecha
Dekanat św. Wojciecha w Wieluniu w regionie wieluńskim archidiecezji częstochowskiej.
Dekanat składa się z 11 parafii:
- Wieluń – parafia św. Stanisława Biskupa Męczennika
- Dzietrzniki – Najświętszego Serca Pana Jezusa
- Kraszkowice – św. Joachima i Anny
- Masłowice – św. Andrzeja Boboli
- Mierzyce – św. Katarzyny Aleksandryjskiej DM
- Pątnów – św. Jana Apostoła i Ewangelisty
- Ruda – św. Wojciecha Biskupa Męczennika
- Sieniec – św. Apostołów Piotra i Pawła
- Toporów – św. Franciszka z Asyżu
- Wierzchlas – św. Mikołaja BW
- Łaszew – św. Jana Chrzciciela